# Station Zaniemyśl
Station Zaniemyśl is een spoorwegstation in de Poolse plaats Zaniemyśl.